# Aghsu (quận)
Aghsu (tiếng Azerbaijan:Aǧsu) là một quận thuộc Azerbaijan. Dân số thời điểm năm 2012 là 62281 người.